# إس. إليزابيث جيبسون
إس. إليزابيث جيبسون (بالإنجليزية: S. Elizabeth Gibson)‏ هي محامية أمريكية، ولدت في 1950.